# Paceïta
La paceïta és un mineral de la classe dels compostos orgànics. Va ser descoberta a la mina Perilya Potosi, Comtat de Yancowinna, Nova Gal·les del Sud, a Austràlia, l'únic indret on ha estat trobada. Rep el seu nom en honor de Frank L. Pace (1948 -) col·leccionista de minerals i ex-miner que va ser el primer en assenyalar l'existència del mineral.

## Característiques
La paceïta és un acetat hexahidratat de calci i coure de fórmula química CaCu(CH₃COO)₄·6H₂O. Cristal·litza en el sistema tetragonal en cristalls prismàtics aïllats curts de fins a 1 mm que mostren les cares {100}, {001}, {111}. És de color blau fosc i la seva duresa a l'escala de Mohs és d'1,5.
Segons la classificació de Nickel-Strunz, la paceïta pertany a «10.AA - Sals d'àcids orgànics: formats, acetats, etc» juntament amb els següents minerals: formicaïta, acetamida, dashkovaïta, calclacita i hoganita.

## Formació
La paceïta es forma en recobriments oxidats ferruginosos per mitjà de la reacció de minerals metàl·lics oxidats amb la matèria vegetal en descomposició proporcionada per la fullaraca i les restes de fustes trobades a les mines.
Ha estat trobada associada amb els següents minerals: hoganita, linarita, malaquita, atzurita, smithsonita cúprica, cerussita, goethita, hematita i quars.